# La Prosperitat
Prosperitat este un cartier din districtul 8, Nou Barris, al orasului Barcelona.